# Charlotte Sometimes
Charlotte Sometimes — шостий сингл рок-гурту The Cure.

## Список композицій
7" Single — Polydor — 885 356-7 (FR)
1. «Charlotte Sometimes» — 4:15
2. «Splintered in Her Head» — 5:15

12" single
1. «Charlotte Sometimes»
2. «Splintered in Her Head»
3. «Faith» (live)

## Учасники запису
- Роберт Сміт — гітара, клавішні, вокал, губна гармоніка на «Splintered in Her Head»
- Саймон Геллап — бас-гітара
- Лол Толхерст — ударні